# Tratado de Valiesar

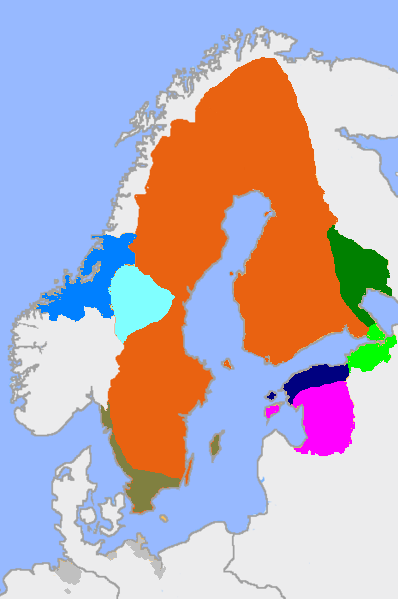
Suecia en 1658

El Tratado de Valiesar (en estonio: Vallisaare vaherahu; en ruso: Валиесарский договор) de 1658 fue una tregua entre Rusia y Suecia que puso fin temporalmente al conflicto que disputaban los dos países en el marco de la segunda guerra nórdica. Se firmó en la hacienda de Valiesar, cercana a Narva y de la que proviene su nombre, el 20 de diciembre de 1658. Se estipuló que Rusia conservase los territorios que había conquistado en Livonia durante tres años (Kokenhusen, Dorpat, Marienborg, Syrensk, Yama, Dunaburgo y Rēzekne, entre otros). 
La posición militar rusa en la guerra con Polonia se había deteriorado tanto para cuando expiró el plazo pactado que el zar Alejo no podía permitirse reanudar el conflicto con la poderosa Suecia. En consecuencia, sus representantes boyardos tuvieron que suscribir el Tratado de Cardis de 1661, por el cual Rusia accedió a entregar a Suecia sus territorios en Livonia e Ingria según lo dispuesto en el Tratado de Stolbovo. El tratado mantuvo su validez hasta el comienzo de la Gran guerra del Norte en 1700.